# Prix Émile-Nelligan
Pour un article plus général, voir Fondation Émile-Nelligan.
Le prix Émile-Nelligan, ainsi nommé en mémoire du poète québécois Émile Nelligan et à l'occasion de son centième anniversaire de naissance, est un prix littéraire annuel décerné à un poète francophone de l'Amérique du Nord de moins de 35 ans. Il est remis depuis 1979, année de la création de la Fondation Émile-Nelligan.

## Liste des lauréats

### Années 1970
- 1979 : François Charron - Blessures (Les Herbes rouges)

### Années 1980
- 1980 : Claude Beausoleil - Au milieu du corps l’attraction s’insinue (poèmes 1975-1980) (Noroît)
- 1981 : Jean-Yves Collette - La Mort d’André Breton (Le Biocreux)
- 1982 : Jocelyne Felx - Orpailleuse (Noroît) / Philippe Haeck - La Parole verte (VLB)
- 1983 : Lucien Francoeur - Les Rockeurs sanctifiés (Hexagone)
- 1984 : Normand de Bellefeuille - Le Livre du devoir (Les Herbes rouges)
- 1985 : Anne-Marie Alonzo - Bleus de mine (Noroît)
- 1986 : Carole David - Terroristes d’amour (VLB) / France Mongeau - Lumières (Nouvelle Barre du jour)
- 1987 : Michael Delisle - Fontainebleau (Les Herbes rouges) / Élise Turcotte - La voix de Carla (VLB)[2]
- 1988 : Renaud Longchamps - Légendes, suivi de Sommation sur l’histoire (VLB)[3]
- 1989 : Élise Turcotte - La Terre est ici (VLB)

### Années 1990
- 1990 : Claude Paré - Chemins de sel (Les Herbes rouges)[4]
- 1991 : Rachel Leclerc - Les Vies frontalières (Noroît)
- 1992 : Serge Patrice Thibodeau - Le Cycle de Prague (Éditions d’Acadie)
- 1993 : Martin-Pierre Tremblay - Le Plus Petit Désert (Les Herbes rouges)
- 1994 : Monique Deland - Géants dans l’île (Éditions Trois)
- 1995 : Marlène Belley - Les jours sont trop longs pour se mentir (Nordir)
- 1996 : Carle Coppens - Poèmes contre la montre (Noroît / Obsidiane)
- 1997 : Patrick Lafontaine - L’Ambition du vide (Noroît)
- 1998 : Tony Tremblay - Rue Pétrole-Océan (Les Intouchables)
- 1999 : Jean-Éric Riopel - Papillons réfractaires (Écrits des forges)

### Années 2000
- 2000 : Tania Langlais - Douze bêtes aux chemises de l'homme (Les Herbes rouges)
- 2001 : Mathieu Boily - Le Grand Respir (Les Herbes rouges)
- 2002 : Benoît Jutras - Nous serons sans voix (Les Herbes rouges)
- 2003 : Jean-Simon DesRochers - Parle seul (Les Herbes rouges)
- 2004 : Kim Doré - Le Rayonnement des corps noirs (Poètes de brousse)
- 2005 : Renée Gagnon - Des fois que je tombe (Le Quartanier)
- 2006 : Maude Smith Gagnon - Une tonne d'air (Triptyque)
- 2007 : Danny Plourde - Calme Aurore (s'unir ailleurs, du napalm plein l'œil) (Hexagone)
- 2008 : Catherine Lalonde - Corps étranger (Québec-Amérique / La passe du vent)
- 2009 : François Turcot - Cette maison n'est pas la mienne (La Peuplade)

### Années 2010
- 2010 : Philippe More - Le Laboratoire des anges (Poètes de brousse)
- 2011 : Mahigan Lepage - Relief (Noroît)
- 2012 : Mario Brassard - Le Livre clairière (Les Herbes rouges)
- 2013 : Michaël Trahan - Nœud coulant (Le Quartanier)
- 2014 : Roxane Desjardins - Ciseaux (Les Herbes rouges)[5]
- 2015 : Rosalie Lessard - L'Observatoire (Noroît)
- 2016 : Jonathan Lamy - La vie sauve (Noroît)
- 2017 : François Guerrette - Constellation des grands brûlés (Poètes de brousse)
- 2018 : Jonathan Charette - Ravissement à perpétuité (Noroît)
- 2019 : Laurence Veilleux - Elle des chambres (Poètes de brousse)

### Années 2020
- 2020 : Karianne Trudeau Beaunoyer - Je suis l'ennemie (Le Quartanier)
- 2021 : Emné Nasereddine - La danse du figuier (Mémoire d'encrier)
- 2022 : Nelly Desmarais - Marche à voix basse (Le Quartanier)
- 2023 : Sarah-Louise Pelletier-Morin - Le marché aux fleurs coupées (La Peuplade)
- 2024 : Jonas Fortier - L’air fou (L’Oie de Cravan)